# IX provincia de la Iglesia episcopal en los Estados Unidos
La IX provincia de la Iglesia episcopal en los Estados Unidos (inglés: Province 9 of the Episcopal Church in the United States of America) es una de las nueve provincias eclesiásticas que forman la Iglesia episcopal en los Estados Unidos. La IX provincia cubre siete diócesis en América Latina y el Caribe.

## Diócesis de la IX provincia
| Diócesis                         | Sede           | Área                                                            |
| -------------------------------- | -------------- | --------------------------------------------------------------- |
| Diócesis de Colombia             | Bogotá         | Colombia                                                        |
| Diócesis de Ecuador Central      | Quito          | Centro de Ecuador                                               |
| Diócesis de Ecuador Litoral      | Guayaquil      | Provincias ecuatorianas de Guayas, Manabí, Los Ríos y Galápagos |
| Diócesis de Honduras             | San Pedro Sula | Honduras                                                        |
| Diócesis de República Dominicana | Santo Domingo  | República Dominicana                                            |
| Diócesis de Venezuela            | Caracas        | Venezuela y Curazao                                             |

## Diócesis separadas
Las diócesis misioneras de Costa Rica, El Salvador, Guatemala, Nicaragua y Panamá fueron una vez parte de la IX provincia, pero luego se separaron y crearon la provincia de la Iglesia Anglicana de la Región Central de América.
Anteriormente la Diócesis de Puerto Rico formaba parte de la IX Provincia, pero se separó para unirse a la II Provincia de la Iglesia Episcopal, a partir de julio 2022.